# کریکت در بازی‌های آسیایی ۲۰۱۴
کریکت در بازی‌های آسیایی ۲۰۱۴ در اینچئون در کره جنوبی برگزار شد. تاریخ برگزاری این رقابت‌ها ۲۰ ستامپر تا ۳ اکتبر ۲۰۱۴ بود.

## جدول مدال

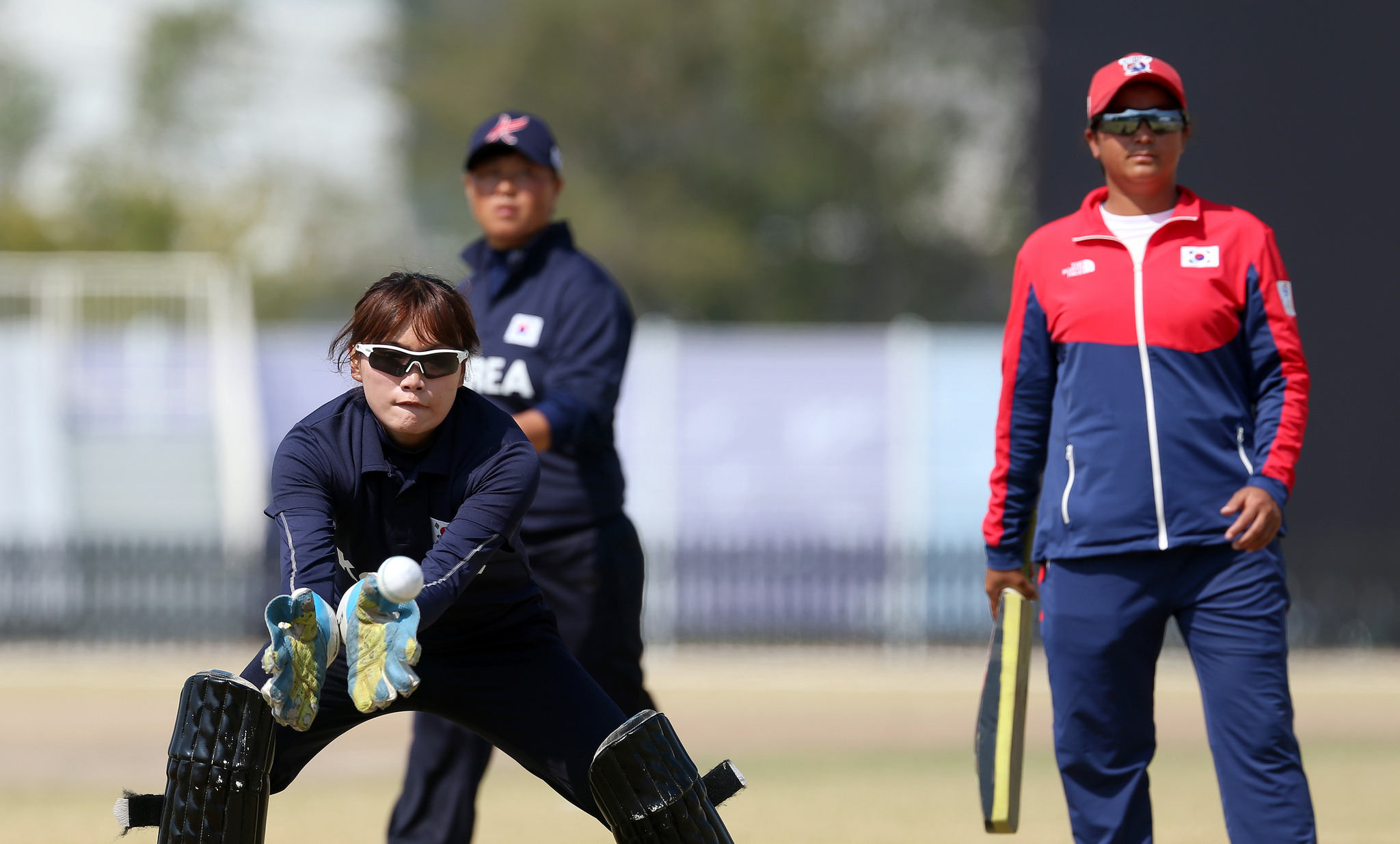
تیم زنان کره جنوبی برابر تیم زنان چین

| رتبه   | کشور            | طلا | نقره | برنز | مجموع |
| 1      | سری‌لانکا (SRI)  | ۱   | ۰    | ۱    | ۲     |
| 2      | پاکستان (PAK)   | ۱   | ۰    | ۰    | ۱     |
| 3      | بنگلادش (BAN)   | ۰   | ۱    | ۱    | ۲     |
| 4      | افغانستان (AFG) | ۰   | ۱    | ۰    | ۱     |
| مجموعه | مجموعه          | ۲   | ۲    | ۲    | ۶     |